# Hans-Julius Schroeder
Hans-Julius Schroeder (* 9. Februar 1930 in Welsow, heute Angermünde; † 28. Juni 2020 in Passow, heute Schwedt/Oder) war ein deutscher Landwirt und Politiker (CDU der DDR, CDU). 1990 war er Mitglied der letzten Volkskammer der DDR.

## Leben und Beruf
Schroeder wuchs auf dem landwirtschaftlichen Betrieb seiner Eltern auf, welcher auch Pferde züchtete. Im Zuge der Bodenreform musste die Familie den Hof aufgeben und ließ sich in Passow nieder. In der Zeit des Mauerbaus wurde Schroeder durch die Staatssicherheit für neun Monate im Gefängnis in Eisleben inhaftiert. Nach seinem Studium der Agrarwissenschaften zum Diplom-Landwirt wurde er Bereichsleiter der LPG-Pflanzenproduktion Fredersdorf, dort begründete er die Sektion für Pferdesport. Nach der Wiedervereinigung betrieb er eine Pferdezucht in seinem Wohnort Passow.
Seit 1973 fungierte Schroeder als Richter bei Dressurreitturnieren im Bezirk Frankfurt/Oder, später in den Landesverbänden Berlin-Brandenburg und Mecklenburg-Vorpommern, daneben war er Beauftragter der Landeskommission für Pferdeleistungsprüfungen. Zuletzt war er Ehrenrichter im Landesverband Mecklenburg-Vorpommern und organisierte eine Reihe von Reitturnieren.
Schroeder war verheiratet und hatte zwei Töchter.

## Politik
1948, im Alter von 18 Jahren, trat Schroeder in die CDU ein. Bei der Volkskammerwahl 1990 kandidierte er auf Listenplatz 3 der CDU-Liste im Wahlkreis Frankfurt/Oder und zog so in die Volkskammer ein, der er bis zu dessen Auflösung zum 2. Oktober 1990 angehörte. Dort war er Mitglied des Ausschusses für Landwirtschaft.

## Ehrungen
- Ehrennadel des Landesverbandes MV in Silber
- Ehrung durch den CDU-Kreisverband Uckermark 2015 anlässlich des 25. Jahrestages der Wiedervereinigung[2]